# 夢幻早安少女組。
夢幻早安少女組。（日語：ドリームモーニング娘。）為日本的女子音樂組合，從早安少女組。畢業的成員（OG）中選抜10名為成員，於2011年1月28日結成，於2012年暫停活動，官網亦在2012年3月16日後消息再沒更新過。

## 成員
| 姓名     | 讀音            | 出生年月日     | 加入年月日    | 加入期 | 印象顏色 | 色種 | 特記事項                     |
| -------- | --------------- | -------------- | ------------- | ------ | -------- | ---- | ---------------------------- |
| 中澤裕子 | なかざわ ゆうこ | 1973年6月19日  | 1997年9月7日  | 1期    | 紫色     |      | 初代隊長                     |
| 飯田圭織 | いいだ かおり   | 1981年8月8日   | 1997年9月7日  | 1期    | 藍色     |      | 第2代隊長                    |
| 安倍夏美 | あべ なつみ     | 1981年8月10日  | 1997年9月7日  | 1期    | 紅色     |      |                              |
| 保田圭   | やすだ けい     | 1980年12月6日  | 1998年5月5日  | 2期    | 綠色     |      | 初代副隊長（飯田圭織的支援） |
| 矢口真里 | やぐち まり     | 1983年1月20日  | 1998年5月5日  | 2期    | 黃色     |      | 第3代隊長                    |
| 石川梨華 | いしかわ りか   | 1985年1月19日  | 2000年4月16日 | 4期    | 深粉紅色 |      |                              |
| 吉澤瞳   | よしざわ ひとみ | 1985年4月12日  | 2000年4月16日 | 4期    | 天藍色   |      | 第4代隊長                    |
| 小川麻琴 | おがわ まこと   | 1987年10月29日 | 2001年8月26日 | 5期    | 深藍色   |      |                              |
| 藤本美貴 | ふじもと みき   | 1985年2月26日  | 2003年1月19日 | 6期    | 橙色     |      | 第5代隊長                    |
| 久住小春 | くすみ こはる   | 1992年7月15日  | 2005年5月1日  | 7期    | 粉紅色   |      |                              |

備註
- 前早安少女組。4期成員的辻希美，最初有預定為成員，但是以想專心在育兒的理由沒成為成員[2]。

## 唱片

### 單曲
1. Shining Butterfly（2012年2月15日）

### 專輯
1. 夢幻。①（2011年4月20日）

### DVD/Blu-ray
1. 夢幻 早安少女組。巡迴演唱會2011春之舞 〜畢業生DE再結成〜（2011年9月14日）[3]

## 出演

### 音樂節目
- ComingSoon!（2011年4月25日、TBS系一部地區播放） - 第1回的直播全員出演。演唱早安少女組。的樂曲「戀愛革命21」。夢幻 早安少女組。全員都上電視的音樂節目，這時候是第一次。
- EXILE魂（2011年12月4日、TBS系全国播放）- 藤本以外的9名成員以嘉賓身份出演。

## 公演

### 演唱會
- 夢幻早安少女組。巡迴演唱會2011 春之舞 〜畢業生DE再結成〜（2011年4月23日 - 5月29日、7都市16公演）
- 夢幻早安少女組。巡迴演唱會2011 秋之舞 〜續・畢業生 DE 再結成〜（2011年9月24日 - 12月17日、12都市26公演）

### 活動
- 夢幻 早安少女組。 簽名會（2011年7月2日、日本世博會場館　Signing room）[注釋 1][4]
- 夢幻 早安少女組。 演唱會＆對談（2011年7月2日、日本世博會場館　Conference Room）[注釋 1][4]

## 書籍

### 写真集
- 夢幻早安少女組。現場写真集「春之舞 〜畢業生 DE 再結成〜」（2011年8月3日、東京新聞通信社）ISBN 978-4863361591

## 備註

### 出典
1. ↑  小川麻琴ブログ記事 （页面存档备份，存于）ドリーム モーニング娘。武道館公演・グッズ
2. ↑  . マイコミジャーナル. 2011-01-28  [2011-04-11]. （原始内容存档于2011-02-01）.
3. ↑  .   [2011-12-05]. （原始内容存档于2016-03-05）.
4. 1 2  . 夢幻早安少女組-OFFICIALSITE. 2011-06-27  [2011-06-29]. （原始内容存档于2011-07-24）.

## 外部連結
- 官方網站